# Enicospilus cubensis
Enicospilus cubensis là một loài tò vò trong họ Ichneumonidae.